# Nemesvölgy
Nemesvölgy (németül Edelstal) község Ausztriában Burgenland tartományban a Nezsideri járásban.

## Fekvése
Nezsidertől 25 km-re északkeletre fekszik, Burgenland legészakibb települése.

## Története
Területén már a római korban is éltek, ezt bizonyítja a magyar régészek által 1884-ben megtalált római villa maradványa. Határában 9. századi avar település is volt, temetőjének egy részét szintén feltárták.
A mai település neve először Schaunbergi Konrád 1353-ban kelt végrendeletében bukkan fel "Uttestal" alakban. 1365-ben "Uetestal", 1529-ben a hainburgi plébánia feljegyzésében "Etlastal", 1565-ben "Yedestaal", 1618-ban "Ötlestal", 1647-ben "Niklstahl" alakban említik a korabeli források.  Magyarul csak a 17. század második felében jelenik meg a neve "Pagus hic Edelsthal vocatur, in Lingua Nostra Hungarica - Nemes Völgye" alakban.
A középkorban nemesi családok birtoka. 1529-ben és 1683-ban a török elpusztította. Az első török támadás után a völgy még újratelepült, hiszen 1615-ben újra lakott volt, a Bécs elleni második török támadás azonban teljesen elpusztította. Ez egy 1685-ös terjedelmes dokumentumból derül ki, mely a lakosság kipusztulását a török háborúval hozza összefüggésbe. A korabeli források szerint a 18. században Nemesvölgy és a környező elpusztult falvakat Svábföldről, Pfalzból, Bajorországból, Szászországból, Tirolból és  Felső-Ausztriából származókkal telepítették be újra. Az akkor betelepített családok neve a mai napig is megtalálható ezekben a falvakban. Ebből az időből, 1709-ből származik a község első ismert pecsétje is. 1740-ben felépült a falu barokk plébániatemploma is. Fontos esemény volt a falu életében az is, amikor 1774-ben önálló plébánia lett.
Innen költözött 1785-ben a Liszt család Köpcsénybe, itt született 1776-ban Liszt Ádám, a zeneszerző apja.
Vályi András szerint " EDELSTAL. Német falu Moson Vármegyében, földes Ura Hertzeg Eszterházy Uraság, lakosai katolikusok, határja követses, és homokos, szántó földgyei néhol soványak, szőleje középszerű bort terem, elegendő legelője nintsen, réttye, és erdeje sints, harmadik Osztálybéli."
Fényes Elek szerint " Edlsthal, német falu, Moson vgyében, épen az ausztriai határszélen, 248 kath. A köpcsényi urad. tartozik."
1910-ben 759, túlnyomóan német lakosa volt. A trianoni békeszerződésig Moson vármegye Rajkai járásához tartozott. Az Osztrák–Magyar Monarchia összeomlása után Nemesvölgy, mely addig a monarchián belül Magyarország része volt Ausztriához, Burgenland tartományhoz  került. A két háború közti időszak több rosszat, mint jót hozott a lakosságra. Hitler bevonulása után a harcképes férfiakat a háborúba vitték, ahonnan sokan nem tértek vissza. Az összetartozás érzése azonban sok nehézségen átsegítette a népet. A háborút követő gazdasági fellendülés egyre jobban éreztette hatását. Ekkor épült ki az infrastruktúra nagy része, új utak és mindenekelőtt szép új házak épültek.
A falu déli részén feltörő Römerquelle gyógyvíz értékesítése már évszázadok óta biztosított kiegészítő jövedelmet és munkát a sok helyi családnak. Az ebből befolyó adóból pedig az egész falu népének származik haszon a jövőben is.

## Nevezetességei
- Római katolikus temploma 1740-ben épült, Szent István királynak van szentelve.
- A közeli Römerquelle-forrás gyógyvízét 1890-óta palackozzák.

## Külső hivatkozások
- Hivatalos oldal
- Nemesvölgy az Osztrák Statisztikai Hivatal honlapján